# Piranga roseogularis
A Piranga roseogularis  a madarak osztályának verébalakúak (Passeriformes) rendjébe és a  kardinálispintyfélék (Cardinalidae) családjába tartozó faj.

## Rendszerezése
A fajt Samuel Cabot III amerikai ornitológus írta le 1846-ban, a Pyranga nembe Pyranga roseo-gularis néven.

## Alfajai
- Piranga roseogularis cozumelae Ridgway, 1901
- Piranga roseogularis roseogularis S. Cabot, 1846
- Piranga roseogularis tincta Paynter, 1950[2]

## Előfordulása
A Yucatán-félszigeten, Mexikó, Belize és Guatemala területén honos. Természetes élőhelyei a szubtrópusi vagy trópusi síkvidéki esőerdők, lombhullató erdők és cserjések, valamint másodlagos erdők. Állandó, nem vonuló faj.

## Megjelenése
Testhossza 16 centiméter, testtömege 21-30 gramm.

## Természetvédelmi helyzete
Az elterjedési területe nagyon nagy, egyedszáma ugyan csökken, de még nem éri el a kritikus szintet. A Természetvédelmi Világszövetség Vörös listáján nem fenyegetett fajként szerepel.